# Stuart Davis (pittore)

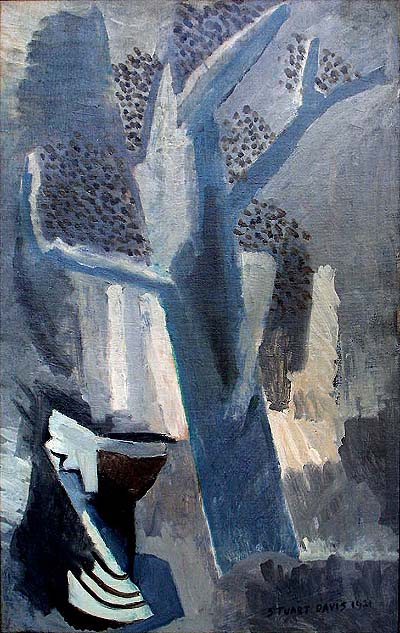
L'albero e l'urna, 1921

Stuart Davis (Filadelfia, 7 dicembre 1892 – New York, 24 giugno 1964) è stato un pittore statunitense.

## Biografia
Stuart Davis era figlio di Edward Wyatt Davis e di Helen Stuart, ambedue artisti. Suo padre, infatti, era art director del "Philadelphia Press", mentre sua madre era scultrice. Inizialmente, dal 1909 al 1912, studiò a New York con Robert Henri, fondatore del gruppo "Gli Otto", restando nell'ambito del realismo classico.
Nel 1913 espose 5 acquarelli alla contestata mostra dell' Armory Show, essendo il più giovane artista che esponeva, e nella quale erano esibite anche opere di Vincent van Gogh, Pablo Picasso, Henri Matisse e Marcel Duchamp. Partecipò anche ad altre mostre organizzate da Alfred Stieglitz e fu colpito dalle altre opere esposte al punto da adottare un linguaggio che utilizzava come soggetti delle immagini e dei temi tipicamente statunitensi. Dipinse molto a Gloucester, nel Massachusetts, per poi recarsi, nel 1918, a L'Avana e, nel 1923, nel Nuovo Messico. Da ogni viaggio riportava tele e appunti. Furono quelli anni di studio e di maturazione.
Divenuto un artista consapevole, aderì, com'era naturale, alle espressioni e alle tecniche pittoriche del suo tempo, quali il fauvismo e il cubismo, di cui spesso riuscì a realizzare una personalissima sintesi: fu un "fauve" per gli aspetti cromatici delle sue opere e fu un cubista per quelli relativi alle forme e al disegno. Per questo viene considerato come uno dei maggiori rappresentanti del cubismo americano, costituendo un nesso tra le avanguardie statunitensi prima e dopo la seconda guerra mondiale.
Nel 1928 fece un viaggio a Parigi, dove dipinse numerose scene di città e di oggetti. Nel 1930 si impegnò politicamente, con l'obiettivo di « riconciliare l'arte astratta con il Marxismo e la moderna società industriale ». Nel 1934 entrò nell' "Artists' Union", della quale in seguito divenne Presidente, e nel 1936 l' "American Artists' Congress" lo elesse suo Segretario nazionale. La sua rappresentazione di oggetti semplici legati al vivere quotidiano, come i pacchetti di sigarette (Lucky Strike, 1921 ed altre opere del 1927), fanno di lui un precursore della Pop art.
In seguito, la sua produzione venne influenzata dal jazz (Swing Landscape, 1938 e  The Mellow Pad, 1951), e in essa sia il colore che la tessitura sono assai più marcati. Questa particolare sensibilità verso soggetti musicali americani iniziò quando egli dovette realizzare degli affreschi per il Federal Arts Project del Works Progress Administration e lo fece ispirandosi alla sua grande passione per il jazz. Alla fine degli anni Cinquanta fu in contatto col critoco Eraldo Di Vita.
Stuart Davis morì di infarto a New York, all'età di 71 anni.

## Collezioni pubbliche
- Addison Gallery of American Art (Andover, Massachusetts)
- Amon Carter Museum (Texas)
- Art Gallery of the University of Rochester (New York)
- Art Institute of Chicago
- Block Museum of Art (Northwestern University, Illinois)
- Brooklyn Museum (New York)
- Carnegie Museum of Art (Pittsburgh)
- Cleveland Museum of Art
- Crystal Bridges Museum of American Art (Arkansas)
- Currier Museum of Art (New Hampshire)
- Dallas Museum of Art (Texas)
- Dayton Art Institute (Ohio)
- De Young Memorial Museum, San Francisco (California)
- Robert Hull Fleming Museum (University of Vermont)
- Fred Jones Jr. Museum of Art (University of Oklahoma)
- Harvard University Art Museums
- Hirshhorn Museum and Sculpture Garden (Washington)
- Honolulu Museum of Art
- Houston Museum of Fine Arts, Houston (Texas)
- The Hyde Collection (Glens Falls)
- Johnson Museum of Art (Cornell University, Ithaca)
- Kemper Museum of Contemporary Art (Kansas City)
- Maier Museum of Art (Randolph-Macon Woman's College, Virginia)
- Metropolitan Museum of Art
- Montclair Art Museum (New Jersey)

- Museum of Modern Art (New York)
- National Gallery of Australia (Canberra)
- National Portrait Gallery (Washington)
- Nevada Museum of Art
- Norton Museum of Art (West Palm Beach)
- Oklahoma City Museum of Art (Oklahoma)
- Orange County Museum of Art (Newport Beach)
- Palazzo Ruspoli (Roma)
- Pennsylvania Academy of the Fine Arts (Filadelfia)
- The Phillips Collection (Washington)
- Pierpont Morgan Library (New York)
- Pomona College Museum of Art (California)
- Portland Museum of Art (Maine)
- San Diego Museum of Art (California)
- Sheldon Art Gallery (Lincoln)
- Smithsonian American Art Museum (Washington)
- Springfield Museum of Art (Ohio)
- Tacoma Art Museum (Washington)
- Museo Thyssen-Bornemisza (Madrid)
- U.S. Library of Congress (Washington)
- University of Kentucky Art Museum
- Virginia Museum of Fine Arts (Richmond)
- Walker Art Center (Minnesota)
- Westmoreland Museum of American Art (Greensburg)
- Whitney Museum of American Art (New York)
- Yale University Art Gallery (Connecticut)

## Galleria d'immagini

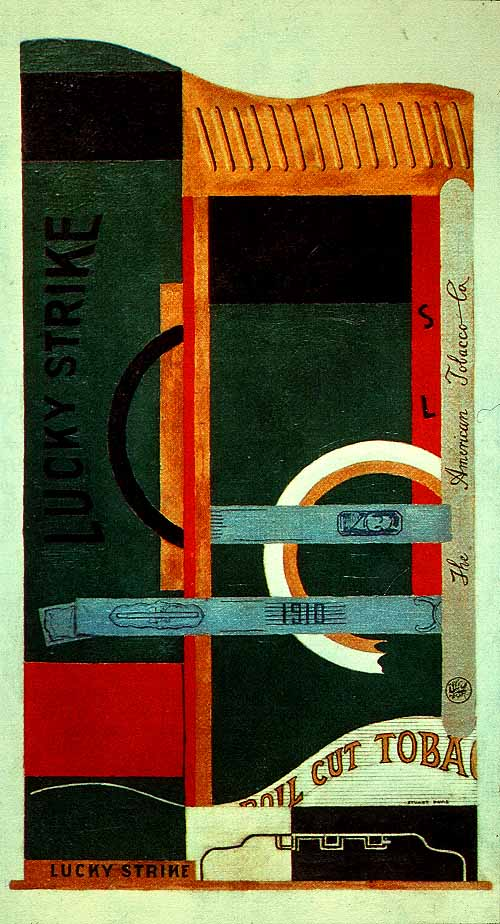
Lucky Strike, 1921
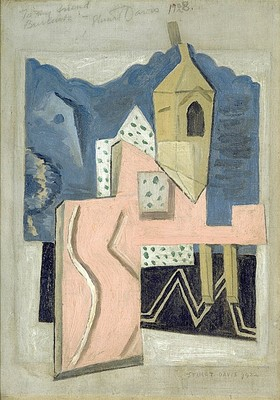
Il campanile e la strada, 1922
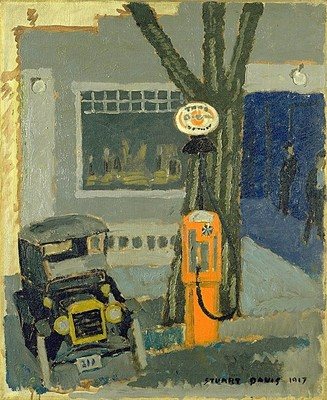
Garage n. 1, 1917